# Карл Шульц
Карл Шульц (нім. Karl Schultz, 6 листопада 1937) — німецький вершник.
Срібний призер Олімпійських Ігор 1976 року в командному триборстві, бронзовий призер 1972 (командне триборство), 1976 (індивідуальне триборство) років.
Срібний призер Чемпіонату Європи з кінного триборства 1977 (індивідуальне триборство), 1977 (командне триборство) років.